# Individualiteit tegenover collectiviteit
Individualiteit tegenover collectivisme (Individualism vs collectivism) is een artistiek kunstwerk in Amsterdam Oud-West.
Het betreft een gevelbrede muurschildering door Munir de Vries, die ook elders in de stad en in Utrecht muurschilderingen heeft geplaatst. Aan het eind van de Sara Burgerhartstraat bevindt zich een losstaand gebouw nr 80-82, dat gekoppeld is aan de bebouwing van de Willem Leevendstraat 28. De bebouwing sluit daarbij niet geheel op elkaar aan (fysiek en stilistisch), waardoor een grote blinde muur ontstond. In het kader van de "Muren van West" werd aan De Vries een ontwerp gevraagd voor deze muur. De Vries kwam met de afbeelding van een groot opengewerkt persoon, waarbinnen allerlei mensen samenwerken. Een ander deel van de blinde gevel werd voorzien van enkele beeltenissen die sterk lijken op Oud-Egyptische hierogliefen, een hobby van de kunstenaar. Het verwijst naar Bos en Lommer waarvan de "L" is afgebeeld als leeuw.    
Met enige vertraging werd de schildering op 12 november 2022 onthuld. "Muren van West" gaf als voorwaarde dat het verhaal achter de schilderingen moeten terugvoeren naar de buurt. De weergave zou daardoor mede geïnspireerd zijn op problemen met Lgbt-vlaggen en ten gevolge daarvan brandstichting in de tegenover liggende flat Zaanstad. Studenten kregen onderdak bij de tegenoverliggende moskee. 
Andere schilderingen in het project zijn Het toverbos aan De Rijpstraat en Samen bij De Boeg. Eerder maakte Munir de Vries een afbeelding Ode aan verbinding voor Amsterdam-Zuidoost. De Vries constateerde in augustus 2023 dat de muurschildering wellicht geen eeuwigheidswaarde heeft; er waren sloopplannen voor dit gebouw, maar onbekend is of dat daadwerkelijk uitgevoerd wordt  en zo ja, wanneer.